# La seduzione
La seduzione è un film del 1973 diretto da Fernando Di Leo, tratto dal romanzo Graziella  di Ercole Patti e girato tra Acireale e Aci Castello.

## Trama
Da molti anni giornalista in Francia, Giuseppe Laganà torna nella natia Acireale anche sospinto dal desiderio di rivedere Caterina, sua ex fidanzata che ora è vedova e madre dell'adolescente Graziella. Giuseppe riallaccia la relazione con l'antica fiamma e prende a frequentarne assiduamente la casa.
Ciò consente una vicinanza con Graziella che, affascinata dal quarantenne, inizia un'assidua opera di seduzione divenendone presto l'amante. La scoperta della tresca indispettisce la madre che, tuttavia, si rassegnerà a spartire l'uomo con la figlia. Ma Giuseppe tradisce Caterina e Graziella con Rosina, l'amica indiscussa di Graziella, e così Caterina si vendica uccidendo il compagno a colpi di pistola.

## Produzione

### Cast
Il ruolo della ragazza doveva essere interpretato da Ornella Muti, poi sostituita all'ultimo istante da Jenny Tamburi, pare per volere di Lisa Gastoni.
Di Leo ha dichiarato: «Quando vide Ornella la Gastoni ebbe quello che a Roma si dice lo sturbo. Aveva ragione. Anche cinematograficamente. Bisognava prendere una ragazza meno sexy di quanto fosse la Muti, altrimenti Maurice Ronet sarebbe caduto nel peccato. Mentre giocate così, con la Tamburi, le scene di seduzione della ragazzina, poco appariscente ma con la forza dell'adolescenza, funzionarono molto meglio».

## Accoglienza
I giornali dell'epoca riportarono la notizia di un uomo che morì d'infarto assistendo al film.